# イエスタデイ (ビートルズの曲)
「イエスタデイ」（Yesterday）は、ビートルズの楽曲である。1965年8月6日に発売された5作目のイギリス盤公式オリジナル・アルバム『ヘルプ!』に収録された。アメリカでは1965年9月13日にシングルで発売されたのち、1966年6月20日に発売されたキャピトル編集盤『イエスタデイ・アンド・トゥデイ』に収録された。レノン＝マッカートニー名義となっているが、ポール・マッカートニーが単独で書いた楽曲で、弦楽四重奏をバックにしたアコースティック・バラードをビートルズ名義で初めて発売した楽曲となっている。
世界中のミュージシャンに数多くカバーされており、ビートルズ活動時点で既に1,000を超えるカバー音源が存在し、「世界で最も多くカバーされた曲」としてギネス・ワールド・レコーズに認定されている。BMI調べによる「20世紀にアメリカのテレビやラジオで最もオンエアされた100曲」のランキングでは、700万回以上のオンエアで3位にランクインされた。BBC4が2012年に放送したドキュメンタリー番組『ザ・リッチエスト・ソングス・イン・ザ・ワールド』にて音楽史上最も稼いだ10曲を選出し、本作は第4位にランクインした。
1999年のBBCラジオ2の世論調査において「20世紀最高のベストソング」にランクインし、翌2000年にローリングストーンとMTV共同のグレイテスト・ポップソング100において第1位を獲得。
また、ローリング・ストーンの選ぶオールタイム・グレイテスト・ソング500では13位にランクインした。ロックバンドがスリーコードやロックンロールのメロディにとらわれない作曲を行なったロックバンドがストリングスを使用したと評価される。ビートルズは、この試みの走りとなり、次第にアーティスト集団として見られるようになっていった。
本作についてジョン・レノンはそうね。『イエスタデイ』のことは誰でも知ってるんじゃない。『イエスタデイ』ではぼくもさんざん誉められたな。もちろん、あれはポールの歌で、ポールの秘蔵っ子さ。よくできてるよ。ビューティフルだよ。でもぼくが作っときゃよかったとは、1度も思ったことはないねと語った。

## 背景
マッカートニーおよびビートルズの伝記によれば、当時のガールフレンドであるジェーン・アッシャーと家族が暮らすウェンポール・ストリートにあるマッカートニーの部屋で、家で睡眠中に夢の中で流れたメロディを基に作曲したという。マッカートニーは起床後、メロディを忘れないようにするために急いでコードを探してスタジオで完成させた。この時のことをマッカートニーは、あまりに自然に浮かんできたものだから、誰かの曲のメロディなんじゃないかと思って皆に聞かせて回ったけど、誰もこのメロディを知らないみたいだったから、僕のオリジナル曲だと認識したと述べている。
曲が書かれた時期はいくつか説があり、マッカートニーの友人や伝記作家のバリー・マイルズらはレコーディングの数週間前に書かれたものと主張し、ジョージ・マーティンは初めてこの曲を聴いたのは1964年1月のパリのジョルジュサンク・ホテルで、当時は“Scrambled Egg”と呼ばれていたと記憶しており、レノンは何ヶ月も前と記憶していた。レノンによるとポールは曲のほとんどを書き上げてたんだけど、僕らはどうしても曲名が決められなかった。曲作りやレコーディング・セッションで集まるたびにこの話題が持ち上がって、とりあえずで“Scrambled Egg”というタイトルがついて、内輪のジョークになったよ。そしてある朝ポールが目覚めたら、曲もタイトルも仕上がってたんだ。お伽話みたいだけど、これが事実なんだと語っている。
歌詞の内容から「自分の元を黙って離れて行った恋人を歌った曲」と解釈されていたが、マッカートニーは僕が14歳の時に乳癌で死去した母への想いを歌った曲と2001年に述べている。
2010年に『レイト・ナイト・ウィズ・ジミー・ファロン』にゲスト出演した際、司会のジミー・ファロンと原曲の「Scrambled Egg」をデュエットで披露した。歌詞はマッカートニーがベジタリアンであることを反映したものに変更されている。その音源は2012年に発売されたファロンのアルバム『Blow Your Pants Off』に収録された。

## レコーディング

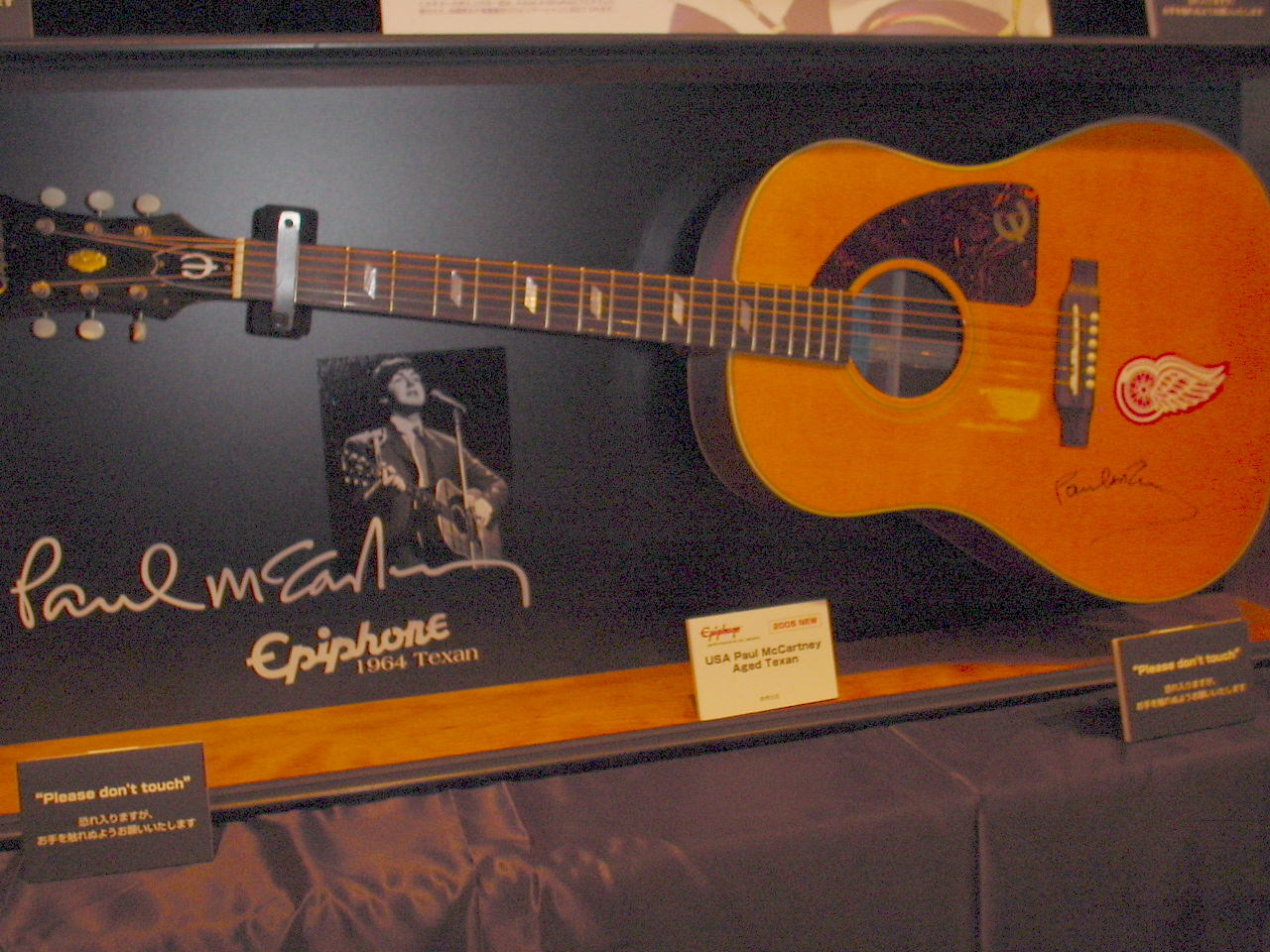
マッカートニーが「イエスタデイ」で使用したアコースティック・ギター（エピフォン・テキサン）のレプリカ

「イエスタデイ」のレコーディングは、マッカートニーの23歳の誕生日の4日前である1965年6月14日にEMIレコーディング・スタジオで開始された。マッカートニーは、ギターのチューニングを全弦1音下げでレコーディング。アコースティック・ギターとボーカルを担当したマッカートニー以外、他のビートルズのメンバー3人はレコーディングに参加していないが、スタジオには同席している。本作に対し、リンゴ・スターはこの曲にドラムを合せるのは難しいと発言し、レノンとジョージ・ハリスンはもう一本ギターを追加するのも無意味だと思うと発言した。ここでプロデューサーのジョージ・マーティンは仮でマッカートニーに弾き語りをさせることを提案。プレイバックを聴いたあとにマッカートニーが僕のソロ曲になるの？と訊いて、メンバーが僕らが何かを足す必要はなさそうだと答えた。その後、もう一度録音されたのちテイク2が採用された。
6月17日にジョージ・マーティンのアレンジによる弦楽四重奏がオーバー・ダビングされた。マッカートニーは当初、ストリングスのアレンジをマントヴァーニみたいな事はお断りだと述べていたが、それじゃあカルテットでどう？というマーティンの提案を受容して完成させた。2度目のサビで第1フレーズと第2フレーズの間にチェロが「ドーミ♭ードシ♭ラー」と奏するアレンジと、第3コーラスでヴァイオリンが高音域でラの持続音を奏するアレンジはマッカートニーのアイデアである。
6月14日にレコーディングされたテイク1が、1996年に発売された『ザ・ビートルズ・アンソロジー2』に収録された。このテイク1では、リリース版におけるI’m not half the man I used to be / There’s a shadow hanging over me（僕は今までの半分にも足りない男になった / 影が全身を覆っている）というフレーズの順序が前後逆になっている。
2006年に上演されたシルク・ドゥ・ソレイユのショー『ザ・ビートルズ LOVE』では、冒頭に同じくマッカートニー作の「ブラックバード」のギターのフレーズが加えられた音源が使用され、同年11月に発売されたサウンドトラック盤に収録された。マーティンは『ザ・ビートルズ LOVE』での使用について『イエスタデイ』をショーで使用するべきかどうかについては非常に悩んだ。一つの時代の象徴も言える有名な曲だが、いい加減聴き尽くされてしまったのではないかという心配もあったからだ。オリジナルに弦楽四重奏が付けられた経緯はよく知られているものの、当時のレコーディング技術がいかに限られたものであったかについては、あまり知られていない。だからこの曲を入れない可能性も強かったが、これほど素晴らしい楽曲を誰が無視できるだろうか？『ブラックバード』のポールのギター・ワークの一部をイントロに加えたが、今聴くとこれで正解だったと思える。そのシンプルさは非常にダイレクトに胸に響くと語っている。

## リリース

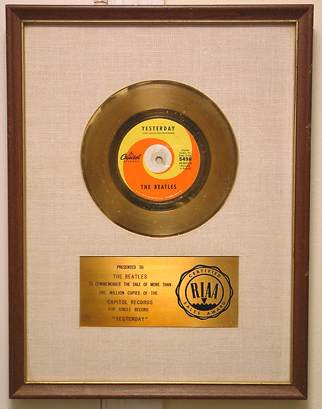
ビートルズ「イエスタデイ」のシングル盤に対して、アメリカレコード協会が授与したゴールドディスクのレコード

「イエスタデイ」は、イギリスで1965年8月6日に発売されたオリジナル・アルバム『ヘルプ!』のB面6曲目に収録された。発売当時、ビートルズは「バンドのイメージに合わない」という観点から、本作のシングル・カットを拒否していた。一方アメリカでは、9月13日に新曲扱いのシングル盤として発売され、B面は「アクト・ナチュラリー」が収録された。10月9日付のBillboard Hot 100より4週連続で1位を獲得し、11週にわたってチャートインし、5週間以内で100万枚以上の売り上げを記録。『キャッシュボックス』誌では、3週連続第1位を獲得。
その後、1966年6月にアメリカで発売されたキャピトル編集盤『イエスタデイ・アンド・トゥデイ』や、同年12月にイギリスで発売されたコンピレーション・アルバム『オールディーズ』に収録され、解散後に発売された『ザ・ビートルズ1962年〜1966年』、『ラヴ・ソングス』、『ビートルズ バラード・ベスト20』、『リヴァプールより愛を込めて ザ・ビートルズ・ボックス』、『20グレイテスト・ヒッツ』、『ザ・ビートルズ1』にも収録された。
日本では、カップリングはアメリカ盤と同じながら、A面に「アクト・ナチュラリー」、B面に「イエスタデイ」が収録されたシングル盤として発売された。
イギリスでは、シングル・カットされなかった代わりに、1966年3月4日に4曲入りのEP盤『イエスタデイ』の表題曲として発売され、他国への輸出専用盤として『ディジー・ミス・リジー／イエスタデイ』のシングル盤が製造されている。ビートルズ解散後の1976年3月8日に「恋する二人」をB面にして、イギリス内販売用にもシングル・カットされた。このシングル盤は全英シングルチャートで最高8位を獲得した。なお日本ではこちらのシングル盤も1976年3月5日より販売されている。

## ライブでの披露
この曲がビートルズのライブで演奏に際して、2種類のアレンジが存在している。
- レコードに倣ってストリングスの演奏に合わせて、マッカートニーがひとりでアコースティック・ギターでの弾き語り形式。ストリングスは、テープ再生か生演奏の場合で分かれ、稀にマッカートニーがオルガンで伴奏することもあった。
- メンバー全員でのバンド形式。バンド形式の演奏では、マッカートニーは通常通りヴォーカルとベースを担当し、スタジオ音源でマッカートニーが弾いたギター部分はレノンが演奏し、ハリスンはストリングスの部分をギターで演奏した。なお、スタジオ音源がギターが一音下げのチューニングになっているので、ライブでは逆に一音上げでの演奏になっている[注釈 4]。

ウイングス時代は一人でエレクトリックアコースティックギターを演奏し、ストリングス部分はサポートのホーン隊が演奏した。ウイングス解散後のコンサートでもギターを一人で演奏しているがストリングスはキーボードで演奏されている。
マッカートニーのソロ・コンサートでは主にアンコールで演奏されており、1990年代のツアーではアルバレズ・ヤイリやタカミネのエレアコを使用していたが、2002年のツアーからは、この曲のレコーディングで実際に使用したエピフォン・テキサンを使って演奏している。2013年の日本公演では福島の被災者に捧げたいと前置きし歌っている。ライブ音源は『ウイングス・オーヴァー・アメリカ』、『ポール・マッカートニー・ライブ!!』、『ポール・マッカートニー・ライブ・ハイライツ!!』、『バック・イン・ザ・U.S. -ライブ2002』、『バック・イン・ザ・ワールド』、『グッド・イヴニング・ニューヨーク・シティ〜ベスト・ヒッツ・ライヴ』などの作品に収録された。

## 評価
「イエスタデイ」は、ポップ・ミュージック史上最も多くカバーされた楽曲の1つで、1986年1月時点で1600以上のカバー・バージョンが発表されていた。
「イエスタデイ」は、1965年度のアイヴァー・ノヴェロ賞で最優秀ソング・コレクション部門を受賞し、最優秀ソング部門では「ミッシェル」に次ぐ第2位に入った。2004年に『ローリング・ストーン』誌が発表した「ローリング・ストーンの選ぶオールタイム・グレイテスト・ソング500」では第13位、2010年に同誌が発表した「100 Greatest Beatles Songs of All Time」で第4位にランクインした。BMI調べによる「20世紀にアメリカのテレビやラジオで最もオンエアされた100曲」のランキングでは、700万回以上のオンエアで3位にランクインされた。
1988年10月20日には、「イエスタデイ」の500万枚達成を記念した昼食会がハイドパークホテルで開催され、オノ・ヨーコに記念賞が贈られた。
本作は、1997年にグラミーの殿堂入りを果たした。
チャック・ベリーは、本作についてあの曲を自分で書けたらどんなによかったかと思う。これまでの人生において大きな影響を受けた1曲と称賛している。一方、ボブ・ディランはアメリカ議会図書館に行けば、ティン・パン・アレーで書かれた『イエスタデイ』や『ミッシェル』よりも遥かに優れた曲がたくさん見つかると語っている。なお、ディランはハリスンと共に「イエスタデイ」をカバーしたことがあるが、未発表のままとなっている。
レノンは、1980年の『プレイボーイ』誌のインタビューで詩としては決して完成したものじゃないけど、悪くはない。堅実な作品だね。良い歌詞なんだけど、通して読むと何も訴えていないと語っている。レノンは、1971年に発表した楽曲「ハウ・ドゥ・ユー・スリープ?」で、本作とマッカートニーのソロ曲「アナザー・デイ」を引き合いにThe only thing you done was yesterday, but since you’ve gone you’re just another day（お前の傑作なんざ、『イエスタデイ』だけだ。それも消えちまった今となっては『アナザー・デイ』ってわけだ）と歌っている。
2012年にBBCが発表した「著作権で史上最も稼いだ曲」のランキングで、「イエスタデイ」は4位にランクインした。

## クレジット
※出典
- ポール・マッカートニー - ボーカル、アコースティック・ギター
- トニー・ギルバート - ヴァイオリン
- シドニー・サックス（英語版） - ヴァイオリン
- ケネス・エセックス - ヴィオラ
- ピーター・ホーリング、フランシスコ・ガバロー - チェロ
- ジョージ・マーティン - プロデュース、ストリングス編曲
- ノーマン・スミス - エンジニア

## チャート成績

### 週間チャート
| チャート (1965年)                    | 最高位 |
| ------------------------------------ | ------ |
| オーストラリア (Kent Music Report)   | 2      |
| オーストリア (Ö3 Austria Top 40)     | 10     |
| ベルギー (Ultratop 50 Wallonia)      | 5      |
| ベルギー (Ultratop 50 Flanders)      | 1      |
| オランダ (Single Top 100)            | 1      |
| ニュージーランド (Lever Hit Parade)  | 2      |
| ノルウェー (VG-lista)                | 1      |
| スウェーデン Kvällstoppen Chart      | 1      |
| US Billboard Hot 100                 | 1      |
| US Cash Box Top 100                  | 1      |
| 西ドイツ Media Control Singles Chart | 6      |

| チャート (1976年)                  | 最高位 |
| ---------------------------------- | ------ |
| オーストラリア (Kent Music Report) | 86     |
| オランダ (Single Top 100)          | 26     |
| アイルランド (IRMA)                | 4      |
| UK シングルス (OCC)                | 8      |

| チャート (2010年)                   | 最高位 |
| ----------------------------------- | ------ |
| スペイン (PROMUSICAE)               | 44     |
| ポーランド (Polish Airplay Top 100) | 5      |
| UK シングルス (OCC)                 | 8      |

| チャート (2016年)                | 最高位 |
| -------------------------------- | ------ |
| スウェーデン (Sverigetopplistan) | 95     |

| チャート (2022年)               | 最高位 |
| ------------------------------- | ------ |
| US LyricFind Global (Billboard) | 22     |

### 月間チャート
| チャート (1965年)                           | 最高位 |
| ------------------------------------------- | ------ |
| 日本 (ミュージック・マンスリー洋楽チャート) | 10     |

## 認定
| 国/地域                                                       | 認定   | 認定/売上数 |
| ------------------------------------------------------------- | ------ | ----------- |
| イギリス (BPI)                                                | Silver | 200,000     |
| アメリカ合衆国 (RIAA)                                         | Gold   | 1,000,000^  |
| ^ 認定のみに基づく出荷枚数 · 認定のみに基づく売上数と再生回数 |        |             |

## カバー・バージョン
「イエスタデイ」は、ポピュラー音楽史上最もカバーされている楽曲の1つで、1986年1月までに約1600のカバー・バージョンが確認され、同月1日付でギネス世界記録に「世界で最もカバーされた曲」として登録された。
イギリスでは、マット・モンローによるカバー・バージョンが全英シングルチャートで最高位8位、マリアンヌ・フェイスフルによるカバー・バージョンが同チャートで最高位36位をそれぞれ獲得している。1967年には、レイ・チャールズのカバー・バージョンもシングル盤として発売され、Billboard Hot 100で最高位25位、全英シングルチャートで最高位44位をそれぞれ獲得している。
作者であるマッカートニーも、ビートルズ解散後にセルフカバーしている。1984年に公開された主演映画『ヤァ!ブロード・ストリート』で歌唱し、その時の音源が同名のサウンドトラック盤に収録された。
その他、エルヴィス・プレスリーやフランク・シナトラ、スプリームス、マーヴィン・ゲイ、マイケル・ボルトン、トム・ジョーンズ、ヒメーシュ・パテルなど、音楽ジャンルを問わず今でもカバーされ続けている。